# 雷久萊特山
54°0′S 37°44′W / 54.000°S 37.733°W
雷久萊特山（英語：Mount Regulator），是南極洲的山峰，位於南喬治亞群島，處於露脊鯨灣以西1.9公里，海拔高度655米，由英國南極名稱諮詢委員會命名，由英國海外領土管轄。